# Bekkjarvik
Bekkjarvik is een plaats in de Noorse gemeente Austevoll, provincie Vestland. Bekkjarvik telt 360 inwoners (2007) en heeft een oppervlakte van 0,63 km².